# Schwager József
Schwager József (1883 – Lugos, 1949) erdélyi magyar költő, helytörténész.

## Életútja
Középfokú tanulmányai elvégzése után tisztviselőként helyezkedett el Lugoson. Külső munkatársként cikkeket, tudósításokat, helytörténeti írásokat közölt a Krassó-Szörényi Lapokban, valamint a két világháború között több magyarországi, romániai és külföldi újságban, folyóiratban.

## Verskötetei
- Álomképek (Temesvár, 1909)
- Búvirágok (Temesvár, 1910)
- Álomképek és Búvirágok (A korábbi két kötet tartalma együttesen, Temesvár, 1913)